# John George Dodson

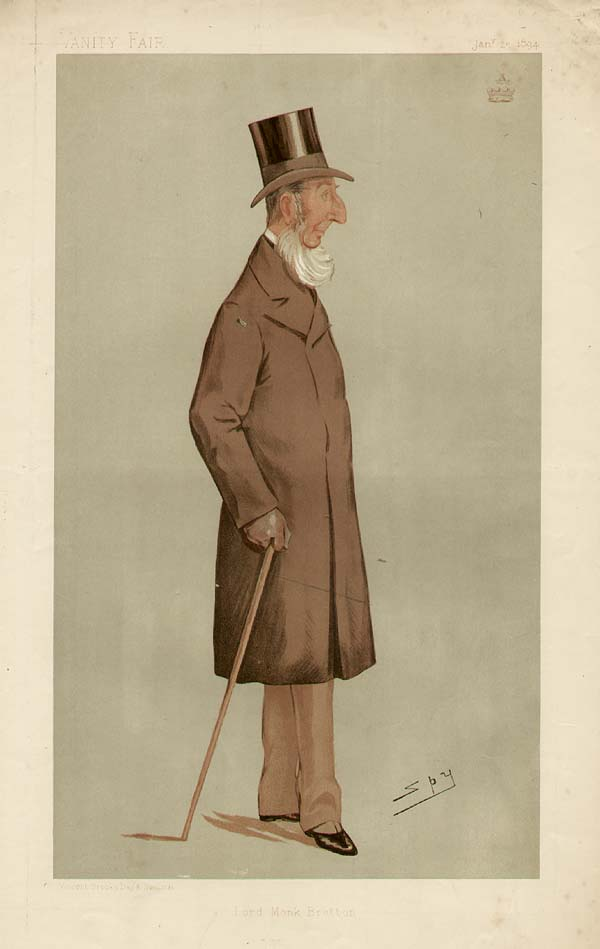
John George Dodson

John George Dodson, 1. baron Monk Bretton (ur. 18 października 1825, zm. 25 maja 1897) – brytyjski polityk, członek Partii Liberalnej, minister w drugim rządzie Williama Ewarta Gladstone’a.
Był jedynym synem prawnika i sędziego sir Johna Dodsona, i Frances Pearson, córki George’a Pearsona. Wykształcenie odebrał w Eton College (1837–1842), gdzie uzyskał stypendium księcia-małżonka za osiągnięcia w języku francuskim i włoskim. W 1843 r. rozpoczął studia w Christ Church na Uniwersytecie Oksfordzkim. Uczelnię ukończył w 1851. W 1853 r. rozpoczął praktykę adwokacką w korporacji Lincoln’s Inn.
W kwietniu 1857 r., za trzecim podejściem, wygrał wybory w okręgu East Sussex (wcześniej bez powodzenia próbował w 1852 r. i w marcu 1857 r.). W 1874 r. zmienił okręg wyborczy na City of Chester, a w 1880 r. na Scarborough. W latach 1865–1872 był zastępcą speakera Izby Gmin. W latach 1873–1874 był finansowym sekretarzem skarbu. W latach 1874–1876 był przewodniczącym parlamentarnej komisji wydatków publicznych.
Po powrocie Partii Liberalnej do władzy w 1880 r. został przewodniczącym Rady Samorządu Lokalnego. W latach 1882–1884 był Kanclerzem Księstwa Lancaster. W 1884 r. otrzymał tytuł 1. barona Monk Bretton i zasiadł w Izbie Lordów. W latach 1889–1892 był pierwszym przewodniczącym rady hrabstwa East Sussex. Był również dyrektorem Rock Life Assurance Company oraz członkiem University, Reform, and Brooks's Clubs.
Lord Monk Bretton zmarł w 1897 r. Tytuł parowski odziedziczył jego jedyny syn, John.